# Gîte d'Îlet à Bourse
Le gîte d'Îlet à Bourse est un refuge de montagne de l'île de La Réunion, département et région d'outre-mer français dans le sud-ouest de l'océan Indien. Situé à 870 mètres d'altitude au sein de l'îlet d'Îlet à Bourse, dans le cirque naturel de Mafate, il relève du territoire de la commune de La Possession et du parc national de La Réunion. D'une capacité de 18 lits, il est desservi par le GR R2, un sentier de grande randonnée.